# Cadolive
Cadolive – miejscowość i gmina we Francji, w regionie Prowansja-Alpy-Lazurowe Wybrzeże, w departamencie Delta Rodanu.
Według danych na rok 1990 gminę zamieszkiwało 1626 osób, a gęstość zaludnienia wynosiła 389 osób/km² (wśród 963 gmin regionu Prowansja-Alpy-W. Lazurowe Cadolive plasuje się na 299. miejscu pod względem liczby ludności, natomiast pod względem powierzchni na miejscu 811.).